# Yves Klein
Yves Klein (Nizza, 1928. április 28. – Párizs, 1962. június 6.) francia képzőművész.

## Családi háttere
Nizzában született. Elkényeztetett gyermek volt. Az érettségin megbukott, kompenzációképpen rózsakeresztes filozófiával foglalkozott, melynek lényege önmagunk megtisztítása, és a semmi (tér, üresség, űr), mint potenciális lehetőség-hordózóként való megélése. Egyik alapvető célja is ehhez kapcsolódik: lebegni a levegőben (emiatt sokszor össze is törte magát). 
Művészi pályája mindössze 7-8 év volt. Szülei festők és ez éppen elég volt ahhoz, hogy ő ne akarjon művész lenni. Ellenben híres akart lenni.
Sok időt töltött a Távol-Keleten, keményen foglalkozott a dzsúdóval.
1954-ben Franciaországba visszatérve próbálta harcművészeti tudását érvényesíteni, ez nem jött be neki, úgy döntött, hogy mégis művész lesz. Magával ragadó személyiség volt, nem túl magas, inkább zömök férfi, mély sötét, melankolikus tekintettel. Vonzó és karizmatikus személyiség volt. Kiváló fizikai tűrőképességgel rendelkezett, jól lovagolt.
Látnok volt és sikeres menedzser, a közönség jelenlétét kedvelő misztikus, aktivista és filozófus.

## Művészete

### Monokrómok

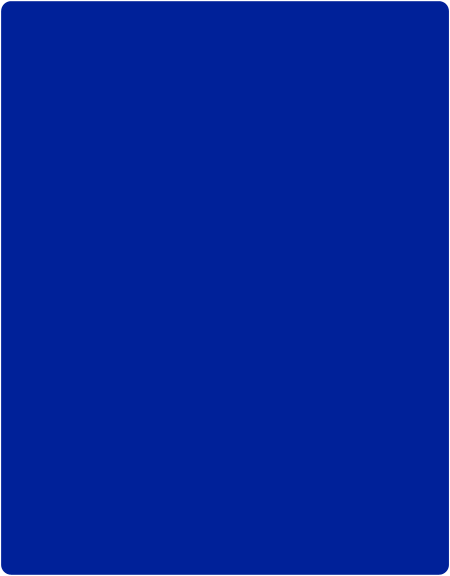
IKB 191 – Monokróm kék (1962)

A monokróm képeit eleinte kézzel és lábbal festette, később kezdett el dolgozni hengerrel. 1949-ben festi első monokróm képeit, a tiszta és spirituálisan gazdag „semmi”-ket. A kék szín mellett vörössel és arannyal is foglalkozott. A színek kiválasztásában nagy szerepe volt az alkimista hagyománynak: vörös = tűz, arany = Nap, kék = víz, levegő. Később a földet is beemeli a barna színnel.

### Láthatatlan festmények
1958-ban a párizsi Iris Clert galériában, melynek hófehér, üres termeiben semmit sem lehetett látni, Klein a „láthatatlanság és a meghatározhatatlanság” – még valóságos festményeken is – esztétikai és elméleti szempontból igen gyümölcsöző princípiumait „állította ki”. Több volt azonban ez, mint művészi csínytevés. A kimondhatatlan csend „festményei” az éppen adott történeti és kulturális helyzetnek kiemelkedően izgalmas dokumentumaivá váltak.

### Hold reliefek
Ezeknek az elkészítéséhez szivacsokat használ. A szivacs faktúrája eredményezi a hold jelleget. Egy 1959-es kiállításán mutatta be ezen alkotásait, címe a „Szivacsok erdeje”. A kiállításon több mint 100 szivacs-munka szerepelt, melyek többnyire fákhoz hasonlítottak.
A szivacsot női jellegű anyagnak tartotta, egyfajta nyitott, szellemmel eltelő szimbolikus anyagnak. A munkák egyben előrejelzik antropometriáit, annyiban, hogy a maga a festőeszköz lesz a kiállított tárgy.

### Antropometriák
1960 után, amikor találkozott a Pierre Restany körül csoportosuló Új Realistákkal (Nouveaux Réalistes), Klein számos „metafizikai kék” papírfestményt készített, amelyeken női aktok lenyomatait, hiányait és pecsétszerű megjelenésüket rögzítette.
Messzire vezetne, ha ezeknek az Anthropometriáknak a jelentését a „hús szentséggé avatásaként” értelmeznénk, miképpen azt Klein nem egy kortársa megtette. Klein akcióiban és idealisztikus gondolataiban, romantikus elbeszélőkészségében nem láthatóak világosan át azok az elemek, amelyek a Zen buddhizmusból vagy a rózsakeresztesek okkult doktrínáiból származnak. De kétségtelen, hogy ennek a szellemnek a mozgékonysága folyamatos hatást gyakorolt az utána következőkre. A konceptuális művészetre éppúgy, mint napjaink művészetére.
A monokrómokban a lét alapvető elemeivel foglalkozott, ezen elemek fejlődnek tovább az antropometriájában is. Az akt kérdését alaposan körbejárta. Az ábrázoltból ábrázolási eszközt csinált.

### Akciók

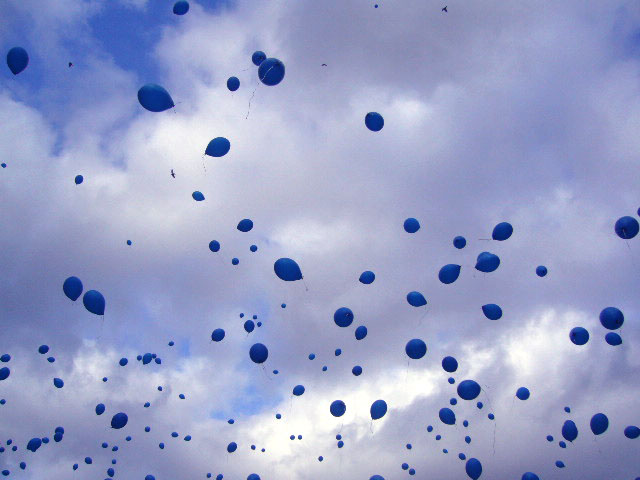
1001 felbocsátott kék léggömb (aerosztatikus szobrászat) (2007)

Ezen tevékenységei mellett egy sor olyan akciója is volt, ami a performanszot előlegezte meg. Werner Ruhnau építésszel együttműködve tervezték meg a földgolyó légkondicionálását. Komponált egy szimfóniát is egyetlen hangra (Monotone Symphony).
Kétféle eljárást alkalmazott: 
- közvetlen testlenyomat: a modellek magukat kenik be festékkel és odanyomják testüket a vászonhoz, amely vagy a földön fekszik, vagy állítva van, de egy másik ember is mozgathatja őket.
- az akt körbefújása: ilyenkor az akt körvonala adja ki a formát. Ez az eljárás szellemképszerű alakot eredményez.

## Híresebb alkotásai
- Ugrás az űrbe
- Szajna-parti akció
- Asztalinstalláció